# Regina Albert Park (circonscription saskatchewanaise)
Pour les articles homonymes, voir Regina (homonymie) et Albert Park (homonymie).
Circonscription électorale provinciale du Canada
Regina Albert Park est une ancienne circonscription électorale provinciale de la Saskatchewan au Canada. Elle est représentée à l'Assemblée législative de la Saskatchewan de 1971 à 1975.

## Liste des députés
| Parlement          | Années             | Député             | Député                   | Parti              |
| Regina Albert Park | Regina Albert Park | Regina Albert Park | Regina Albert Park       | Regina Albert Park |
| ------------------ | ------------------ | ------------------ | ------------------------ | ------------------ |
| 17e                | 1971–1975          |                    | Kenneth Roy MacLeod (en) | Libéral            |